# رحیم باطنی
رحیم باطنی نماینده دانشجویان دانشگاه ملی در شورای مرکزی دانشجویان پیرو خط امام در گروگان‌گیری در سفارت ایالات متحده آمریکا بود.
رحیم باطنی به همراه ابراهیم اصغرزاده، حبیب‌الله بی‌طرف مسئول گفتگو با رسانه‌های داخلی بودند و اسناد مربوط به ناصر میناچی وزیر ارشاد دولت موقت را افشا کرد. او از مخالفان نهضت آزادی بوده و علیه این حزب در همان زمان مصاحبه‌هایی انجام داد. او بعدها معاون جهاد دانشگاهی کشور شد.
رحیم باطنی و ابراهیم اصغرزاده برنامه ای را اجرا کردند که در برنامه افشای اسناد را تبدیل به جلسه «سرزنش، تقبیح و حتی محکوم کردن» اعضای دولت موقت کردند به دنبال این برنامه پر از افترا مهدی بازرگان، یدالله سحابی و احمد صدر حاج سید جوادی در نامه ای خطاب به علی قدوسی  دادستان کل دادگاه انقلاب علیه این دو دانشجو اعلام جرم کردند به دنبال این اعلام جرم شورای مرکزی جنبش دانشجویان پیرو خط امام بیانیه ای خطاب به ملت صادر کرده و اعلام کردند؛ «ما از ملت عذرخواهی کرده و تا زمانی که ما را نبخشند و از ما نخواهند برنامه افشاگری نخواهیم داشت». این اعلام جرم از سوی دادگستری پیگیری نشد.